# 教会政治
教会政治（きょうかいせいじ、ラテン語:regimen ecclesiasticum, 英:Ecclesiastical polity）は、キリスト教会における制度論や組織論、およびその具体的な政体を指す用語。神学（キリスト教神学）に基づく望ましい教会組織の構造という議論は古くから存在したが、特に16世紀の宗教改革において、既存のカトリック教会の権威を否定する中で活発となった。大きくは監督制・長老制・会衆制の3つに分類されるが、メソジストをコネクショナリズムとして別の政体に分類したり、教会政治自体を認めない教派も存在する。

## 歴史
教会政治の問題は、使徒言行録の最初の章から論じられており、「教会における権威の性質、場所、行使に関する神学的議論」は古来より続けられていた。イエス・キリストの昇天の後に記録された最初の出来事は、十二使徒としてイスカリオテのユダの後任に聖マティアを選ぶことであった。
16世紀の宗教改革においてプロテスタントたちは、新約聖書はカトリック教会の政体とは異なる教会政治を規定していると主張した。その解釈に応じて、複数のプロテスタント教派が誕生した。こうした潮流の中でリチャード・フッカーは『教会政治論』（The Law of Ecclesiastical Polity）を著し、その第1巻は1594年に出版された。その目的はイングランド国教会の体制に対するピューリタン側の批判に反論するというものであり、政治組織としての教会の在り方を説いた。特にフッカーは「政府（統治）だけではなく、公共の教会の秩序に関連するすべてを含む」として、「政府」（government）よりも「政治」（polity）という用語を好んだ。

## 監督制
教役者（教職者）と一般信徒を区別し、さらに教役者にも位階（序列）を設け、上級聖職者として監督（Bishop）を置くもの。階層的な序列で（ヒエラルキー）、個々の教区（管区）を監督・統制する（教区制）。職位としての「監督」の語は日本語では教派によって変わり、主教や司教を指す（これらはいずれも "Bishop" である）。このため、主教制や司教制とも呼ぶ。教派によってはさらに監督の上位の役職を設けるものも存在するが（すなわち大主教や大司教）、正教会のように教義においては主教（監督）以上は対等とするものもある。
監督は使徒継承をしているとみなされ、新たな教役者を任命できるのも監督に限られる。教会の運営は教役者に限られ、一般信徒にはない。
歴史的にカトリックや正教会の形式であり、16世紀の宗教改革においてはルター派や聖公会が踏襲した。聖公会より生じたメソジストやその系列も監督制をとる。

## 長老制
教役者（教職者）と一般信徒を区別するが、教会政治の権威を一般信徒にも与え、教役者と一般信徒から選ばれた長老（PresbyteryまたはElder）による合議（長老会）を意思決定機関として置くもの。この時、教役者から選ばれたものを宣教長老、一般信徒から選ばれたものを治会長老と呼び分ける。また、監督制と異なり、教役者に位階を設けない（よって教役者は牧師のみとなる）。個々の教会（地区教会）を一定地域ごとにまとめて1つの教会（地域教会）とし、さらにそれをまとめたものを地方教会、すべてまとめたものを1つの教会とみなす。上位の教会は下位教会から選ばれた長老たちによって構成され、それぞれ小会・中会・大会・総会と呼ばれる重層的な会合（評議会）によって全体の運営方針が定められる。
一般信徒からも代表を選ぶという点で監督制と区別され、合議で教会の運営を決める点では会衆制に似ているが、長老制は明確に教役者と長老の権威を強調する。上位の教会は所属する教会を監督できる点も、個々の教会が完全に自立している会衆制と異なる。
歴史的にはカルヴァン派から生まれ、16世紀の宗教改革においてはプロテスタントの主流派であった。改革派教会と長老派教会が該当する。

## 会衆制
教役者（教職者）と一般信徒を区別せず、平等な信徒集団（会衆）として運営統治を行うもの。会衆制では教役者も一信徒であり、職務として礼典や説教を行うが、教会政治上の特別な権威を認めない。また、教役者の中にも一般信徒の中にも、位階（序列）を設けない（よって教役者は牧師のみとなる）。教会は個々に完全に独立しており、所属する教会員による総会によって運営方針が決まり、総会を超える権威を認めない。同じ教派の教会同士で協力し、教団を結成することはあるが、あくまで「同盟」や「連合」などと称し、個々の教会は対等とする。
歴史的にはイングランドのピューリタンから生じた教派であり、分離派や独立派とも呼ばれた。代表例として会衆派教会やバプテスト教会がある。

## その他
教派の中には教会自体を明確に否定し、置かないものも存在する（クエーカー派など）。